# 1991 v letectví
Tento článek obsahuje seznam událostí souvisejících s letectvím, které proběhly roku 1991.

## Události

### Leden
- 17. ledna – Poté, co Irák nesplnil ultimátum OSN na stažení svých jednotek z okupovaného Kuvajtu, zahajují mezinárodní síly v čele s USA masivní letecký útok na irácké síly.

### Únor
- 28. února – USA vyhlašují v Iráku příměří poté, co spojenecké letectvo neutralizovalo prakticky všechny irácké schopnosti vést válku.

### Září
- 21. září – v závodě o Pohár Gordona Bennetta zvítězili Němci Volker Kuinke a Jürgen Schubert

### Prosinec
- 4. prosince – Letecká společnost Pan Am, která 11. srpna zkrachovala, zaniká po 63 letech činnosti.

## První lety
- Suchoj Su-29

### Únor
- 13. února – Swearingen SJ-30

### Duben
- 27. dubna – Eurocopter Tiger
- 29. dubna – Cessna CitationJet

### Květen
- 10. května – Canadair Regional Jet
- 31. května – Pilatus PC-12

### Červen
- 18. června – BAe RJ70

### Září
- 15. září – C-17 Globemaster III

### Říjen
- 25. října – Airbus A340